# De Moeren (Mol)
De Moeren is een gebied ten noordwesten van Postel in de Belgische provincie Antwerpen, gelegen tussen de Nederlandse grens in het noorden en het Kanaal Dessel-Turnhout-Schoten in het westen.
Het gebied ligt op de waterscheiding van Maas en Schelde en kent daardoor een slechte afwatering, als gevolg waarvan hier hoogveen werd gevormd.
Het vormde, met het aansluitend gebied Hoge Moer, het laatste hoogveengebied in de Belgische Kempen, maar niettemin werd het in de jaren 60 en 70 van de 20e eeuw ontgonnen, zodat er weinig oorspronkelijks meer van rest. Dit resulteerde in een open akker- en weidelandschap, dat benut wordt door een tweetal boerderijen. Dit wordt afgewisseld met percelen van dennen en sparren die een blokvormige structuur kennen. In de ondergroei zijn soms nog heiderestanten terug te vinden. Er zijn nog een paar verboste perceeltjes die de oorspronkelijke veenbodem bevatten en een paar perceeltjes met pijpestrootjesheide.
In het noorden sluit het gebied aan op het natuurgebied Reuselse Moeren, en naar het zuiden toe vindt men het natuurgebied Ronde Put.